# Едуард Скрипчър
Едуард Уийлър Скрипчър (на английски: Edward Wheeler Scripture) e американски психолог и психоаналитик, един от учредителите на Нюйоркското психоаналитично общество през 1911 г.

## Биография
Роден е на 21 май 1864 година в Мейсън, Ню Хампшър, САЩ. През 1884 получава бакалавърската си степен от Колежа на Ню Йорк. Заедно със съпругата си Мей Скрипчър (1864 – 1945), учи в Берлин с Херман Гуцман, един от пионерите на фониатрията. През 1891 получава докторска степен от Университета в Лайпциг, като съветник по дисертацията му е Вилхелм Вундт. Същата година се завръща със семейството си в САЩ, където работи в Университета Кларк и Йейл. През 1903 отново заминава със съпругата си в Германия и през 1906 получава докторска степен от Университета в Мюнхен. От 1915 работи в Колумбийския университет. През 1919 г. се мести в Лондон, където работи в болница Уест Енд за нервни болести. От 1929 Скрипчър е председател в Катедрата по експериментална фонетика в Университета на Виена. През 1933 се завръща в Лондон и започва частната си практика.
Умира на 31 юли 1945 година в Хенлезе, малък град край на Бристъл, на 81-годишна възраст.